# Михайловка (Бородуліхинський район)
Миха́йловка (каз. Михайловка) — село у складі Бородуліхинського району Абайської області Казахстану. Входить до складу Підборного сільського округу.
Населення — 50 осіб (2021; 93 у 2009, 191 у 1999, 306 у 1989).
Національний склад станом на 1989 рік:
- росіяни — 52 %
- казахи — 34 %